# Conca de Dalt
Conca de Dalt – gmina w Hiszpanii, w prowincji Lleida, w Katalonii, o powierzchni 165,79 km². W 2011 roku gmina liczyła 433 mieszkańców.